# Aartsbisdom Porto Velho

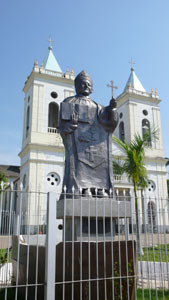
Kathedraal van Porte Velho

Het aartsbisdom Porto Velho (Latijn: Archidioecesis Portus Veteris, Portugees: Arquidiocese de Porto Velho) is een rooms-katholiek aartsbisdom in Brazilië met zetel in Porto Velho. Het omvat de volgende suffragane bisdommen:
- Cruzeiro do Sul
- Guajará-Mirim
- Humaitá
- Ji-Paraná
- Lábrea (territoriale prelatuur)
- Rio Branco

De territoriale prelatuur Porto Velho  werd in 1925 opgericht en was een afsplitsing van het bisdommen Amazonas en São Luíz de Cáceres. In 1979 werd het een bisdom en in 1982 een aartsbisdom.
Het aartsbisdom telt 835.858 inwoners, waarvan ruim 55,5% rooms-katholiek is, verspreid over 26 parochies. Tussen 2000 en 2019 is het percentage katholieken onder de bevolking fors gedaald, dit lag sinds 1966 tussen de 90% en 100%.
Porto Velho (aartsbisdom) · Cruzeiro do Sul · Guajará-Mirim · Humaitá · Ji-Paraná · Lábrea (territoriale prelatuur) · Rio Branco